# Brabenář

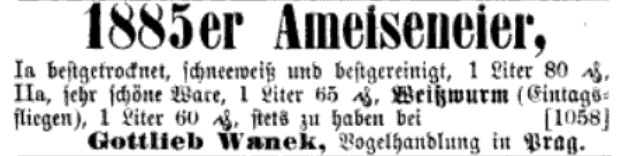
„Letošní mravenčí vajíčka Ia třídy, sněhobílá a co nejlépe očištěná, 1 litr 80 ₰, IIA, velmi pěkné zboží, 1 litr 65 ₰“ (…). Inzerát na prodej mravenčích vajíček (kukel), tištěno v Magdeburku 17. září 1885

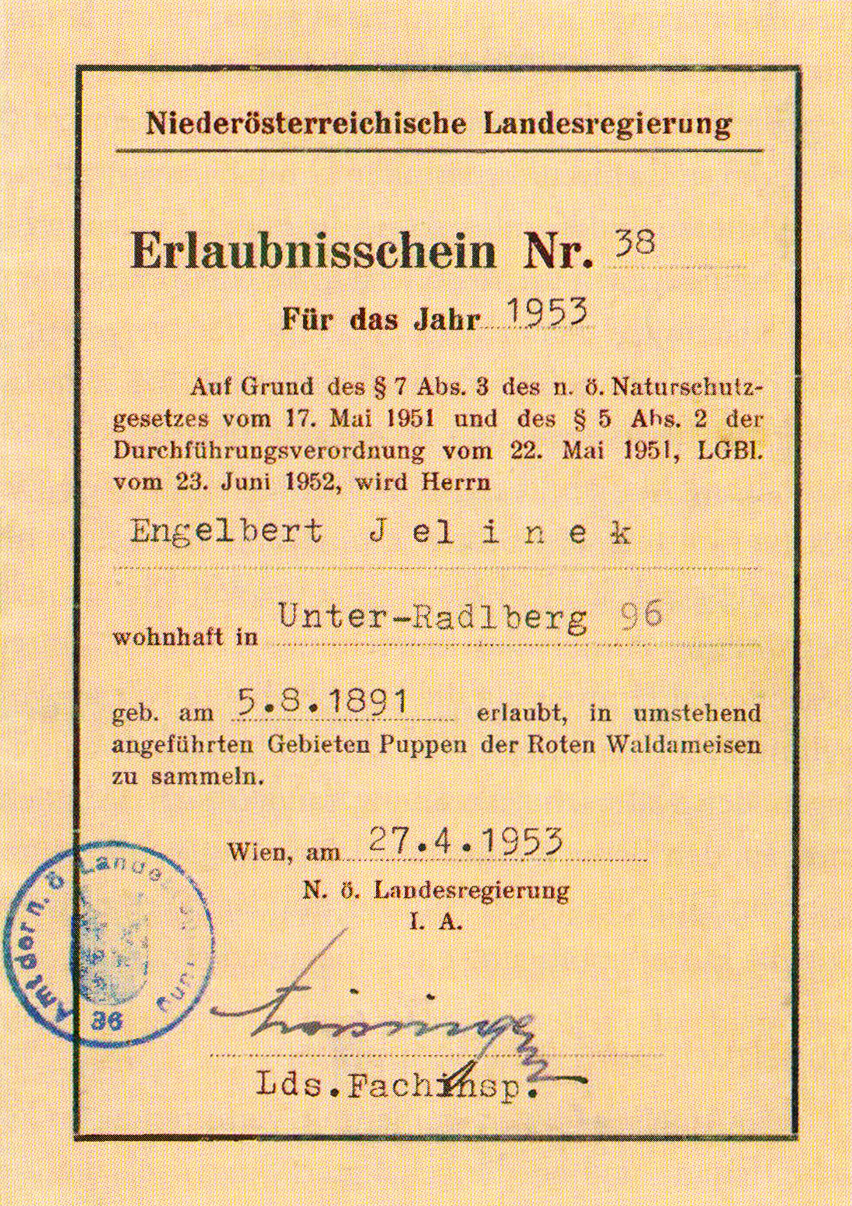
Povolenka ke sběru mravenčích kukel z Dolních Rakous (1953)

Brabenář nebo také mravenčář, mravenečkář nebo mraveničář (německy Ameisler, Ameiseneiersammler, Ameiseneierverkäufer, Ameisenscharrer, Ameiseneinsammler, Ameisensucher, regionálně také Amastrager) je označení pro zaniklé povolání, které je doloženo z částí Rakouska, Bavorska a Českých zemí od 17. století. Činnost se označovala jako brabenářství. Brabenáři sbírali a sušili kukly (nesprávně vajíčka) lesních mravenců a prodávali je jakožto krmivo pro ptáky nebo získávali kyselinu mravenčí jako přísadu pro výrobu léků. Staří brabenáři mívali ruce „živé maso“, někdy „opadalé až na kost“. V Dolních Rakousích brabenáři fungovali dokonce až do 70. let 20. století.

## Způsob práce
Brabenáři část mraveniště přenesli na pokud možno rovnou a čistou plochu, v níž udělali důlek, jejž překryli kouskem dřeva nebo kůry a kam mravenci začali přenášet kukly, mysle, že je tak zachrání před nastalým nebezpečím, nebo používali ke své činnosti lahev, jejíž hrdlo namazali medem.